# Mormodes tezontle
Mormodes tezontle là một loài thực vật có hoa trong họ Lan. Loài này được S.Rosillo mô tả khoa học đầu tiên năm 1980.